# Dalton (Georgia)
Dalton è una città degli Stati Uniti d'America, capoluogo della contea di Whitfield, nello Stato della Georgia. È situata all'estremo nord dello Stato ed è al centro del più grande distretto industriale del tappeto al mondo. Questo le ha valso anche l'appellativo di Capitale mondiale del tappeto.